# Caldea

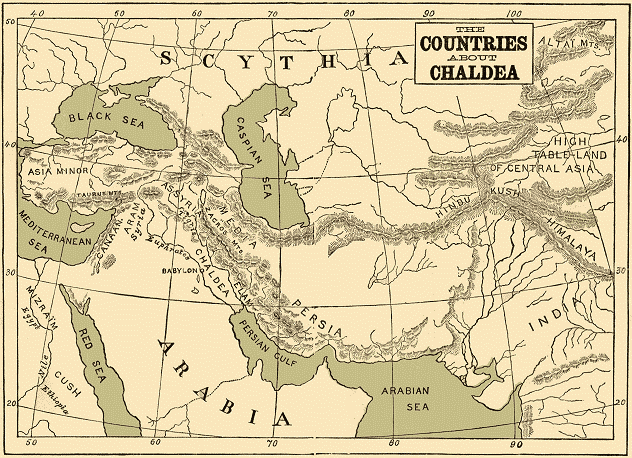
Los países alrededor de Caldea

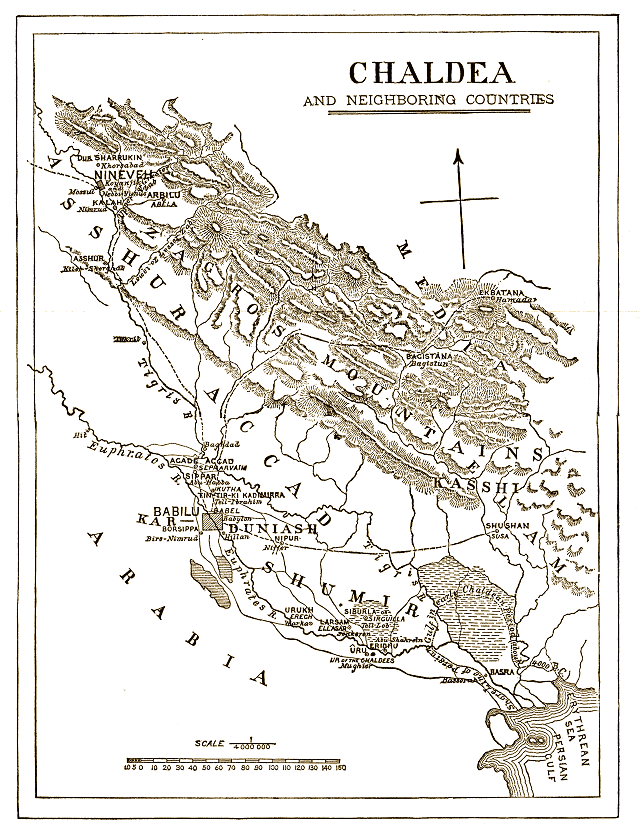
Caldea y los países cercano

Caldea es el nombre con que se conoció en la Antigüedad la región situada en la media Mesopotamia, al establecerse en ella los caldeos. Posteriormente esta denominación se extendió a toda la región de Babilonia, pero solo debe llamarse Caldea a la zona extrema sudoriental de la parte meridional de la cuenca del Éufrates y el Tigris, próximo a los desiertos de Arabia.
El término 'caldea' proviene del latín Chaldaeus, y este a su vez del griego antiguo Χαλδαῖος, y este, finalmente, del acadio kaldû.
Durante un período de debilidad en el reino de Babilonia de las tribus semíticas orientales, llegaron a la región desde el Levante entre los siglos XI y IX a. C. migrantes de nuevas tribus semíticas occidentales. Las primeras oleadas estaban formadas por suteanos y arameos, seguidos un siglo más tarde por los kaldu, grupo que más tarde se conocería como caldeos o caldeos. Estas migraciones no afectaron al poderoso reino e imperio de Asiria en Alta Mesopotamia, que repelió estas incursiones.
Estos caldeos nómadas se asentaron en el extremo sureste de Babilonia, principalmente en la orilla izquierda del Éufrates. Aunque durante un corto período de tiempo el nombre se refirió comúnmente a todo el sur de Mesopotamia en la literatura hebrea, esto fue un error geográfico e histórico, ya que Caldea propiamente dicha era en realidad sólo la llanura en el extremo sureste formada por los depósitos del Éufrates y el Tigris, Se extendía unos 650 km a lo largo del curso de estos ríos y tenía una anchura media de unos 160 km. Hubo varios reyes de origen caldeo que gobernaron Babilonia. : 178  Del 626 a. C. al 539 a. C., una familia gobernante denominada dinastía caldea, llamada así por su posible origen caldeo,: 4  gobernó el reino en su apogeo bajo el Imperio neobabilónico, aunque el último gobernante de este imperio, Nabonido (556-539 a. C.) (y su hijo y regente Belsasar) fue un usurpador de ascendencia asiria.

## Origen
Los caldeos fueron una tribu semítica de origen desconocido que se asentó en Mesopotamia meridional en la parte anterior del I milenio a. C. Por su lengua se asume que están relacionados con los arameos, aunque se asentaron más al sur que los arameos, quienes se habían asentado en Mesopotamia superior, y Siria. No obstante los caldeos "propiamente dichos" eran los sumir o turaníes que se impusieron a los otros dos elementos de la población que eran los siguientes:
- Casitas
- Acadios

Los autores romanos llamaron caldeos a los astrólogos y a los matemáticos de Babilonia.
En épocas modernas, los católicos de Mesopotamia son llamados caldeos.

## Territorio
En la primera época, entre principios del siglo IX y finales del VII a. C., mat Kaldi era el nombre de un pequeño territorio fundado por emigrantes esporádicamente independientes bajo el dominio del Imperio neoasirio (911-605 a. C.) en el sureste de Babilonia, que se extendía hasta las costas occidentales del Golfo Pérsico.
También se utiliza la expresión  mat Bit Yâkin, aparentemente como sinónimo. Bit Yâkin era el nombre de la más grande y poderosa de las cinco tribus de los caldeos, o equivalentemente, su territorio.
La extensión original de Bit Yâkin no se conoce con exactitud, pero se extendía desde el bajo Tigris hasta la península arábiga. Sargón II menciona que se extendía hasta Dilmun o "tierra del mar" (Arabia Oriental litoral) "Caldea" o mat Kaldi se refería generalmente a la tierra baja, pantanosa y aluvial alrededor de los estuarios del Tigris y el Éufrates, que en aquella época vertían sus aguas al mar por bocas separadas.
La capital tribal Dur Yâkin fue la sede original de Marduk-Baladan.
Al rey de Caldea también se le llamaba rey de Bit Yakin, al igual que a los reyes de Babilonia y Asiria se les solía llamar simplemente rey de Babilonia o Asur, la capital en cada caso. Del mismo modo, lo que ahora se conoce como el Golfo Pérsico se llamaba a veces "el Mar de Bit Yakin", y a veces "el Mar de la Tierra de Caldea".
"Caldea" pasó a utilizarse en un sentido más amplio, de Mesopotamia meridional en general, tras el breve ascenso de los caldeos durante 608-557 a. C. Este es especialmente el caso de la Biblia hebrea, que se compuso en gran parte durante este periodo (que corresponde aproximadamente al periodo de cautividad babilónica). El Libro de Jeremías hace frecuente referencia a los caldeos (King James Version Chaldees siguiendo a la LXX Χαλδαίοι; en hebreo bíblico como Kasdîm כַּשְׂדִּים). 
El Libro de Habacuc 1:6 los llama "esa nación amarga y apresurada" (הַגֹּוי הַמַּר וְהַנִּמְהָר). El Libro de Isaías 23:13 DRB afirma: "He aquí la tierra de los Caldeanes, no había tal pueblo, la fundó el asirios: llevaron cautivos a sus fuertes, destruyeron sus casas, la llevaron a la ruina".

## Formación
La historia de Caldea solo empieza, en realidad, desde que todas esas tribus y ciudades se unieron formando el estado de Caldea y Babilonia con el nombre del primer Imperio caldeo o caldeo-babilónico, cuyos reyes residían alternativamente en cada una de las cuatro ciudades citadas y desde ese momento la historia de Caldea es la historia de Babilonia.

### Imperio caldeo o neobabilónico

Extensión del Imperio neobabilónico.

Durante el período de la dominación asiria de Babilonia, los caldeos presentaron una resistencia fuerte al reino asirio. Cuando Babilonia finalmente restableció su independencia, se encontraba bajo una dinastía caldea. Después de la caída de Babilonia por los persas, los caldeos desaparecen como una tribu separada. Los reyes de la dinastía caldea fueron:
- Nabopolasar: 626 a. C.-605 a. C.
- Nabucodonosor II: 605 a. C.-562 a. C.
- Evilmerodac: 562 a. C.-560 a. C.
- Neriglisar: 560 a. C.-556 a. C.
- Labashi-Marduk: 556 a. C.
- Nabonido: 556 a. C.-539 a. C.
- Belsasar (hijo de Nabonido, asumía el mando cuando su padre estaba ausente): 539 a. C.

## Religión
Los principios religiosos de los sabios caldeos que hubieron de informar las creencias de la cultura caldeo-asiria se impregnaron del fundamento astrológico en aquella religión por lo siguiente:
- Los sabios sacerdotes caldeos decían que cierto día el dios Uanna salió del Mar Erytreo, bajo la forma de hombre, con cola de pez y les enseñó astronomía.
- Según Diodoro Sículo durante  mucho tiempo nadie conoció mejor que los caldeos lo siguiente:
  - la influencia de ciertos fenómenos;
  - la ciencia del porvenir;
- Lo más esencial de su doctrina era lo siguiente:
  - los movimientos de los cinco planetas que llamaban intérpretes;
  - el más importante de estos cinco planetas era Helios, el Sol;
  - sabían observar la salida y ocaso de los astros y su color, deduciendo de su observación.

También había otros tipos de dioses como:
- Anat, diosa de la fertilidad y la guerra.
- Anshar, padre del cielo.
- Anu, el dios del cielo más elevado.
- Antu, diosa creadora.
- Apsu, el gobernante de los dioses y de los océanos subterráneos.
- Assur, dios nacional de los asirios.
- Atrahasis, protagonista del poema épico del mismo nombre**.
- Baal, deidad superior a todas las demás y principal dios de los Caldeo-Asirios.
- Damkina, diosa de la madre tierra.
- Dumuzi, dios de la vegetación.
- Ea, dios de la sabiduría.
- Emesh, dios de la vegetación.
- Enbilulu, dios a cargo del Éufrates y el Tigris.
- Enmesarraa, dios de las leyes.
- Endursaga, dios heráldico sumerio.
- Enkimdu, dios de los ríos y canales.
- Enlil, dios del clima y las tormentas.
- Enten, dios agricultor.
- Enurta, dios de la guerra.
- Ereshkigal, diosa del inframundo.
- Erra, dios de la guerra, disturbios y revueltas.
- Gilgamesh, héroe de la gran epopeya de Gilgamesh posterior al diluvio.
- Geshtu-e, dios menor de la inteligencia.
- Gugalanna, consorte de Ereshkigal.
- Gula, diosa de la sanación.
- Hadad, dios del clima.
- Huwawa, guardián del bosque de cedros de los corazones.
- Inanna, diosa del amor y la guerra, protectora de Uruk.
- Ishtar, diosa del amor.
- Isimud, dios mensajero.
- Iskur, dios de las tormentas y las lluvias.
- Kabta, dios responsable de los picos, palas y moldes de ladrillos.
- Kingu, marido de Tiamat.
- Kishar, padre de la tierra.
- Lahar, diosa del ganado.
- Marduk, dios nacional de los babilonios.
- Mummu, dios de las neblinas.
- Mushdamma, dios puesto a cargo de los edificios y las casas.
- Mušḫuššu, animal mitológico.
- Nabu, dios de las artes de escribir.
- Namtar, dios sirviente en el inframundo.
- Nannar, dios de la luna.
- Nanse, diosa de la justicia.
- Nergal, dios del inframundo.
- Nidaba, diosa de la fertilidad y la escritura.
- Ninazu, dios secundario del inframundo.
- Ningal, diosa de las cañas.
- Ningikuga, diosa de la cañas.
- Ninhursag, diosa de la madre tierra.
- Ninkasi, diosa de la elaboración de alcohol.
- Ninkurra, diosa madre menor.
- Ninlil, diosa del aire.
- Ninmah, diosa creadora.
- Ninsar, diosa de las plantas.
- Ninsikil, diosa patrona del paraíso mítico de Dilmun.
- Ninsubur, diosa o dios mensajero.
- Ninsuna, diosa de las vacas.
- Nintu, deidad madre.
- Ninurta, dios de Nippur.
- Nunbarsegunu, diosa madre.
- Nusku, dios de la luz y el fuego.
- Oannes, personaje mitad hombre mitad pez;
- Pasittu, demonio que arrebata bebés.
- Shamash, dios del sol y de la justicia.
- Sin, dios de la luna (otro nombre de Nannar).
- Tasmetu, diosa consorte de Nabu.
- Tiamat, diosa dragón.
- Tishpak, dios de Eshnunna.
- Uras, diosa ctónica (véase ctónico).
- Utnapishtim, protagonista del diluvio.
- Utu, dios del sol.
- Uttu, diosa de los tejidos y la ropa.
- Utukki, demonios del inframundo.
- Zarpanitu, diosa del nacimiento.
- Ziusudra, protagonista del diluvio.

## Los magos caldeos
Los magos caldeos que practicaban las ciencias ocultas tenían dos tipos de magia que eran las siguientes:
- La Magia blanca, que formaba parte del culto, para la cual se comunicaban los magos con los espíritus superiores.
- La Magia negra, condenada por la religión, hecha por los hechiceros que explotaban las malas pasiones.

## Talismanes
Las gentes piadosas para precaver la mala influencia de los hechizos y espíritus malignos, usaban talismanes que era una venda de tela con fórmulas escritas que se fijaban en lo siguiente: ropas, muebles y figurillas de las divinidades que se llevaban suspendidas en cuello y cilindros de piedra dura.

## Legado
El término caldeo seguía en uso en la época de Cicerón (106-43 a. C.) mucho después de que los caldeos hubieran desaparecido. En uno de sus discursos mencionó a "los astrólogos caldeos", y habló de ellos más de una vez en su De Divinatione'. Otros escritores latinos clásicos que hablan de ellos como distinguidos por sus conocimientos de astronomía y astrología son Plinio el Viejo, Valerio Máximo, Aulo Gelio, Catón el Viejo, Lucrecio y Juvenal. Horacio en su oda Carpe diem habla de los "cálculos babilónicos" (Babylonii numeri), los horóscoposs de los astrólogos consultados sobre el futuro.
En la antigüedad tardía, una variante del arameo que se utilizaba en algunos libros de la Biblia fue denominada erróneamente caldeo por Jerónimo de Estridón. Ese uso inexacto continuó a lo largo de los siglos en Europa Occidental, y siguió siendo habitual durante el siglo XIX, hasta que el nombre erróneo fue corregido por los eruditos. Sin embargo, en las fuentes asiáticas occidentales, griegas y hebraicas, el término para la lengua hablada en Mesopotamia era comúnmente "asirio" y más tarde también "siríaco". En consecuencia, en las primeras menciones "occidentales" registradas de los cristianos de lo que hoy es Irak y países cercanos, se utiliza "caldeo" en referencia a su lengua. En 1220/1, Jacques de Vitry escribió que "negaban que María fuera la Madre de Dios y afirmaban que Cristo existía en dos personas. Consagraban pan con levadura y utilizaban la lengua 'caldea' (siríaca)". En el siglo XV, el término "caldeos" se aplicó por primera vez específicamente al asirios que vivían en Chipre y que entraron en unión con Roma, y ya no sólo con referencia a su lengua, sino con el nombre de una nueva iglesia. 
Los términos "asirio", y su derivado sirio, siguieron siendo el término común de etnia para los habitantes de habla aramea del norte de Mesopotamia. Lo utilizaban tanto los propios habitantes como sus vecinos persas, armenios, árabes, griegos, georgianos y kurdos antes y después de la llegada del cristianismo a Irak, el noreste de Siria, el sureste de Turquía y el noroeste de Irán. La continuidad asiria en estas regiones está bien documentada.